# Électromètre

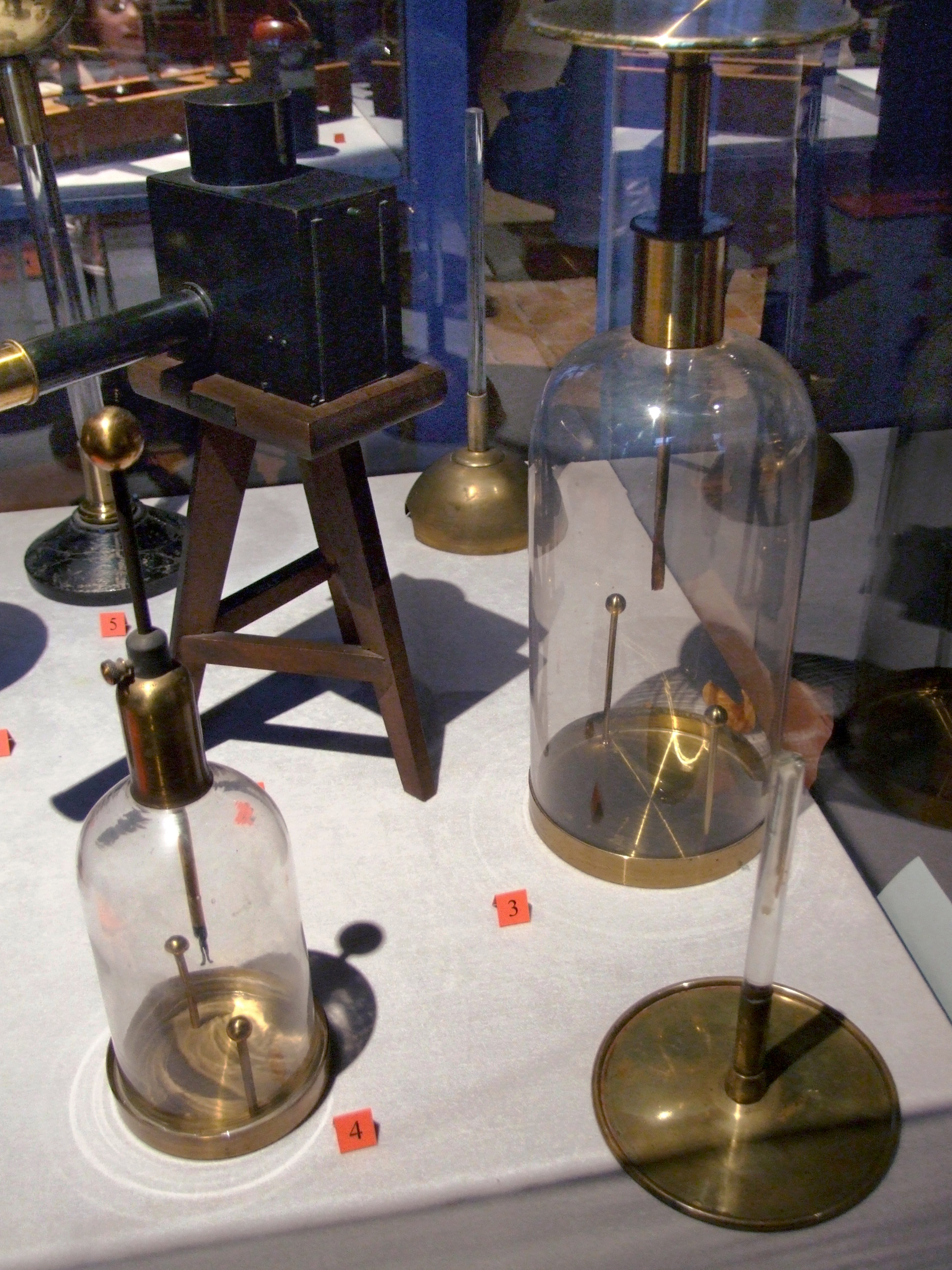
Électromètre de type Volta.

L'électroscope est un appareil de mesure scientifique qui permet la mise en évidence de la charge électrique d'un corps. Dans ses versions évoluées, l'électroscope permet de mesurer la charge d'un corps et devient dès lors un électromètre.

## Historique
Dans l'histoire de l'électricité, à partir du « Versorium » de William Gilbert, l'appareil proprement dit est mis au point par l'abbé Nollet en 1747 (électroscope à boules de sureau) puis en 1750 (premier électroscope à feuilles d'or).
« Quoi qu'on n'ait pas encore découvert d'Électromètre, c'est-à-dire, d'instrument propre à mesurer les différents degrés d'électricité qu'un corps peut avoir … » — Académie royale des sciences, 1746.
Il devient un instrument de mesure de l'intensité d'attraction par le calcul de l'angle d'écartement.
« L'« électricité atmosphérique » était assez considérable, puisque l'électromètre de M. Saussure, tenu à la main, à la hauteur d'environ cinq pieds, indiquait trois degrés, tandis qu'à terre il n'en marquait qu'un et demi... » — Jean-François de La Pérouse, 1797.

## Principe et types d'électromètres

Électromètre à feuilles d'or.

Un électromètre standard est composé de deux fines feuilles d'or suspendues à une électrode. Quand l'électrode est chargée, les feuilles se chargent à leur tour et se repoussent mutuellement (suivant en cela la loi de Coulomb). La mesure de leur séparation est la mesure directe de la charge de l'électrode.
Une autre façon de construire un électromètre est de suspendre deux feuilles d'aluminium ou de cuivre sur un câble de tantale, de platine, ou sur un simple filament de nylon.
Les électromètres sont déchargés par une radiation ionisante. Le plus commun des instruments de mesure de radiation, le dosimètre, est en fait un électromètre calibré et plus robuste.
Le terme est aussi utilisé pour dénommer un type particulier de valve thermo-ionique. Ce type de valve n'a pas de déviation négative sur sa grille de contrôle. Un faible courant circule sur la grille et est amplifié par l'anode. Ces valves peuvent détecter des courants aussi faibles que quelques femto-ampères. Elles sont très sensibles et peuvent être détruites par une manipulation sans gants : les sels laissés par la sueur des mains sur les parties en verre de l'appareil peuvent fournir un chemin alternatif pour ces faibles courants.
Les électromètres sont utilisés en physique nucléaire, car ils sont capables d'amplifier les faibles courants photovoltaïques créés par les radiations. Mais ils sont cependant supplantés de plus en plus par les appareils de mesure à semi-conducteurs.

## Homonymie
On désigne parfois par électromètre un appareil totalement différent (voir électropsychomètre, qui est un appareil utilisé par la Scientologie).